# Schelte Hessel Roorda van Eysinga
Schelte Hessel Roorda van Eysinga (Langweer, 11 oktober 1780 - aldaar, 27 augustus 1829) was een Nederlands politicus.
Van Eysinga, telg uit het geslacht Van Eysinga, was een zoon van Frans Julius Johan van Eysinga, grietman van Doniawerstal, en Clara Tjallinga Aebinga van Humalda.
Roorda van Eysinga vervulde in Friesland diverse lokale bestuursfuncties en in 1814-1815 had hij zitting in de Staten-Generaal der Verenigde Nederlanden, daarna was hij tot zijn overlijden lid van de Tweede Kamer der Staten-Generaal. Ten tijde van de Republiek was hij orangist, maar later kritisch over het financiële beleid van koning Willem I. Hij woonde in Huize Osinga State in Langweer. Hij was de neef van de Gouverneur van Friesland Idsert Aebinga van Humalda.
- Biografisch Portaal: 27993898
- Gemeinsame Normdatei: 1056143789
- International Standard Name Identifier: 0000 0003 9070 7415
- Nederlandse Thesaurus van Auteursnamen: 07163469X
- Parlement.com: vg09llqrn2tq
- Virtual International Authority File: 284407442
- WorldCat: E39PBJgRMTF6yqPXFfvJfKwQv3